# Uwe Beyer
Uwe Beyer (Timmendorfer Strand, 14 aprile 1945 – Belek, 15 aprile 1993) è stato un martellista tedesco.

## Biografia

### Doping
Nel 1977 confessa, in un'intervista al programma Aktuelles Sportstudio, trasmesso sulla TV tedesca ZDF, di aver fatto utilizzo di sostanze dopanti durante la sua carriera sportiva.
Muore prematuramente, all'età di 48 anni, il 15 aprile 1993 a Belek (Turchia) durante una partita di tennis.

## Palmarès
| Anno | Manifestazione | Sede              | Evento              | Risultato | Misura  | Note |
| ---- | -------------- | ----------------- | ------------------- | --------- | ------- | ---- |
| 1964 | Olimpiadi      | Tokyo             | Lancio del martello | Bronzo    | 68,09 m |      |
| 1966 | Europei        | Budapest          | Lancio del martello | Bronzo    | 67,28 m |      |
| 1968 | Olimpiadi      | Città del Messico | Lancio del martello | 16º       | 65,44 m |      |
| 1971 | Europei        | Helsinki          | Lancio del martello | Oro       | 71,04 m |      |
| 1972 | Olimpiadi      | Monaco di Baviera | Lancio del martello | 4º        | 71,52 m |      |
| 1974 | Europei        | Roma              | Lancio del martello | 5º        | 71,04 m |      |

## Riconoscimenti
- Nel 1964 viene premiato con il Silbernes Lorbeerblatt (Alloro d'argento).